# BBC Essex

Logo de BBC Essex

BBC Essex est la radio locale comté d'Essex. Elle diffuse depuis ses studios à New London Road, à Chelmsford sur le 103.5 ( Great Braxted ) et 95.3 ( South Benfleet) FM, et sur 729 ( Manningtree ), 765 (Bakers Wood) et 1530 ( Rayleigh ) AM. Il est également disponible sur le DAB et le streaming en direct d'Internet.